# 4245 Нейрк
4245 Нейрк (4245 Nairc) — астероїд головного поясу, відкритий 29 жовтня 1981 року.
Тіссеранів параметр щодо Юпітера — 3,522.